# 113 до н. е.

## Події
- Консули Риму Гай Цецилій Метелл Капрарій та Гней Папірій Карбон
- Розпочалася Кімврська війна римлян проти кімврів та тевтонів
- Понтійський цар Мітрідат VI Евпатор остаточно укріпився на троні

## Народились
- близько 113 Луцій Орбілій Пупілл, римський граматик

## Померли
- Децим Юній Брут Каллаїк — римський військовий та політик
- близько 114/113 Скілур, скіфський цар
- Ч'єу Мінь Вионг — 3-й володар Наньюе в 122—113 роках до н. е.